# Ruanda az 1984. évi nyári olimpiai játékokon
Ruanda az egyesült államokbeli Los Angelesben megrendezett 1984. évi nyári olimpiai játékok egyik részt vevő nemzete volt. Az országot az olimpián 1 sportágban 3 sportoló képviselte, akik érmet nem szereztek. Ruanda első alkalommal vett részt az olimpiai játékokon.

## Atlétika
Férfi
| Versenyző             | Versenyszám | Előfutam | Előfutam | Előfutam | Negyeddöntő | Negyeddöntő | Negyeddöntő | Elődöntő | Elődöntő | Elődöntő | Döntő   | Döntő    |
| Versenyző             | Versenyszám | Idő      | Hely.    | Össz.    | Idő         | Hely.       | Össz.       | Idő      | Hely.    | Össz.    | Idő     | Helyezés |
| --------------------- | ----------- | -------- | -------- | -------- | ----------- | ----------- | ----------- | -------- | -------- | -------- | ------- | -------- |
| Faustin Butéra        | 400 m       | 51,41    | 8.       | 74.      | kiesett     | kiesett     | kiesett     | kiesett  | kiesett  | kiesett  | kiesett | kiesett  |
| Faustin Butéra        | 400 m gát   | 54,36    | 7.       | 41.      |             |             |             | kiesett  | kiesett  | kiesett  | kiesett | kiesett  |
| Jean-Marie Rudasingwa | 800 m       | 1:53,23  | 6.       | 51.*     | kiesett     | kiesett     | kiesett     | kiesett  | kiesett  | kiesett  | kiesett | kiesett  |
| Jean-Marie Rudasingwa | 1500 m      | 3:57,62  | 8.       | 46.      |             |             |             | kiesett  | kiesett  | kiesett  | kiesett | kiesett  |

Női
| Versenyző             | Versenyszám | Előfutam | Előfutam | Előfutam | Döntő   | Döntő    |
| Versenyző             | Versenyszám | Idő      | Hely.    | Össz.    | Idő     | Helyezés |
| --------------------- | ----------- | -------- | -------- | -------- | ------- | -------- |
| Marcianne Mukamurenzi | 1500 m      | 4:31,56  | 10.      | 20.      | kiesett | kiesett  |
| Marcianne Mukamurenzi | 3000 m      | 9:27,08  | 7.       | 23.      | kiesett | kiesett  |

* - egy másik versenyzővel azonos eredményt ért el